# Mohcine El Kouraji
Mohcine El Kouraji (arab. ‏محسن الكوراجي‎, ur. 1 grudnia 1997 w Marrakeszu) – marokański kolarz szosowy i torowy. Olimpijczyk (2020).

## Osiągnięcia

### Kolarstwo szosowe
Opracowano na podstawie:

2015
- 2. miejsce w mistrzostwach Afryki juniorów (jazda drużynowa na czas)
- 2. miejsce w mistrzostwach Maroka juniorów (jazda indywidualna na czas)

2016
- 1. miejsce w klasyfikacji młodzieżowej Tour du Maroc
- 3. miejsce w Trophée de l’Anniversaire
- 3. miejsce w Trophée de la Maison Royale
- 3. miejsce w mistrzostwach Maroka (jazda indywidualna na czas)
- 1. miejsce w Tour de Côte d’Ivoire
  - 1. miejsce w klasyfikacji młodzieżowej

2018
- 3. miejsce w Tour de l’Espoir
- 2. miejsce w mistrzostwach Maroka (jazda indywidualna na czas)
- 2. miejsce w mistrzostwach Maroka U23 (jazda indywidualna na czas)

2021
- 1. miejsce na 5. etapie Tour du Faso (jazda drużynowa na czas)

2022
- 1. miejsce w mistrzostwach Maroka (jazda indywidualna na czas)
- 3. miejsce w mistrzostwach Maroka (start wspólny)

### Kolarstwo torowe
Opracowano na podstawie:
2021
- 3. miejsce w mistrzostwach Afryki (wyścig drużynowy na dochodzenie)
- 3. miejsce w mistrzostwach Afryki (wyścig indywidualny na dochodzenie)
- 2. miejsce w mistrzostwach Afryki (wyścig punktowy)

2022
- 3. miejsce w mistrzostwach Afryki (wyścig indywidualny na dochodzenie)
- 2. miejsce w mistrzostwach Afryki (wyścig drużynowy na dochodzenie)

## Rankingi

### Kolarstwo szosowe
| Rok             | 2016 | 2017 | 2018  | 2019 | 2020  | 2021 | 2022  | 2023 | 2024 |
| --------------- | ---- | ---- | ----- | ---- | ----- | ---- | ----- | ---- | ---- |
| World Ranking   | 517. | -    | 1268. | 997. | 1315. | 652. | 1041. | 462. | 711. |
| UCI Africa Tour | 17.  | -    | 63.   | 50.  | 51.   | 24.  | 52.   | 14.  | 39.  |
|                 |      |      |       |      |       |      |       |      |      |
| Źródło: UCI     |      |      |       |      |       |      |       |      |      |